# (3308) Ferreri
(3308) Ferreri est un astéroïde de la ceinture principale.

## Description
(3308) Ferreri est un astéroïde de la ceinture principale. Il fut découvert le 1er mars 1981 à La Silla par Henri Debehogne et Giovanni de Sanctis. Il présente une orbite caractérisée par un demi-grand axe de 3,14 UA, une excentricité de 0,19 et une inclinaison de 23,6° par rapport à l'écliptique.

## Compléments